# Municipio de Rusk
El municipio de Rusk (en inglés: Rusk Township) es un municipio ubicado en el condado de Day, en el estado estadounidense de Dakota del Sur. Según el censo de 2020, tiene una población de 111 habitantes.

## Geografía
El municipio de Rusk se encuentra ubicado en las coordenadas 45°16′46″N 97°32′5″O / 45.27944, -97.53472. Según la Oficina del Censo de los Estados Unidos, el municipio tiene una superficie de 91.28 km².

## Demografía
Según la Oficina del Censo de los Estados Unidos,en 2019 el municipio tenía una población estimada de 85 habitantes. El 100 % de la población eran blancos.